# Keadilan
Le Keadilan (en anglais : People's Justice Party, en malais : Parti Keadilan Rakyat, en chinois : 人民公正党; pinyin: Rénmín Gōngzhèng Dǎng, en tamoul : மக்கள் நீதி கட்சி mais plus souvent appelé par son acronyme, KEADILAN ou PKR) est un parti centriste  de Malaisie qui fait partie de l'alliance Pakatan Harapan. Il a été créé en 2003 par la fusion du National Justice Party et du plus ancien Malaysian People's Party (PRM). KeADILan est dirigé par Anwar Ibrahim.

## Résultats électoraux
| Année | Sièges   | Voix      | %     | Gouvernement                                     | Tête de liste         |
| ----- | -------- | --------- | ----- | ------------------------------------------------ | --------------------- |
| 1999  | 5 / 193  | 773 679   | 11,67 | Opposition                                       | Wan Azizah Wan Ismail |
| 2004  | 1 / 219  | 617 518   | 8,9   | Opposition                                       | Wan Azizah Wan Ismail |
| 2008  | 31 / 222 | 1 509 080 | 18,58 | Opposition                                       | Wan Azizah Wan Ismail |
| 2013  | 30 / 222 | 2 254 211 | 20,39 | Opposition                                       | Anwar Ibrahim         |
| 2018  | 50 / 222 | 2 046 484 | 17,10 | Mahathir VII (2018-2020), opposition (2020-2022) | Wan Azizah Wan Ismail |